# Ophiopsila maculata
Ophiopsila maculata is een slangster uit de familie Ophiocomidae.
De wetenschappelijke naam van de soort werd in 1899 gepubliceerd door Addison Emery Verrill.